# アカデミック・ロモノソフ
アカデミック・ロモノソフ(露: Академик Ломоносов)は、ロシアで建造された水上原子力発電所。アカデミシアン・ロモノソフとも呼ばれる。ロシア科学アカデミー会員のミハイル・ロモノーソフに因んで名づけられている。

## 歴史
アカデミック・ロモノソフは2007年4月15日に、セヴェロドヴィンスクのセヴマシュ潜水艦造船所で建設が始まった。祝賀行事にはロシアの第1副首相であったセルゲイ・イワノフとロスアトム社長のセルゲイ・キリエンコが出席した 。
元々、アカデミック・ロモノソフはセヴェロドヴィンスクとセヴマシュに電力を供給する予定であったが、2008年8月、ロシア政府はセヴマシュからサンクトペテルブルクのバルチック造船所に建造の移動を承認した。
1基目の原子炉は2009年5月、2基目は8月に納入された。アカデミック・ロモノソフは2010年6月30日に進水した。アカデミック・ロモノソフはロシアの極東カムチャッカ地方ヴィリュチンスクに展開される予定であったが、老朽化したビリビノ原子力発電所の代替としてチュクチ自治管区ペヴェクに展開されることになった。2011年に突如として造船所の親会社が破綻し、それに連鎖して造船所も破綻したため、債権者による差し押さえを予防する目的で、サンクトペテルブルクの裁判所に差し押さえられた。2013年の終わりに建造を終え引き渡されることが期待されていたが、破産手続きの遅れなどにより、2016年9月の予定と報じられていた。2017年10月30日の時点では、2018年5月にムルマンスクに曳航して10月に核燃料を装荷した上で、同年11月に運転開始が予定されていた。2018年4月28日にムルマンスクに曳航するため造船所を出発し、5月17日に到着した。原子炉への燃料装荷は7月24日に始まり、10月2日に完了した。
11月2日には2基の原子炉のうち1基が初臨界を達成した。2019年6月27日には許認可を担当する連邦環境・技術・原子力監督局から10年間の運転認可が下りたことから、8月下旬にペヴェクへの回航を行い、同年末から試運転を始める予定と発表された。回航は8月23日に始まり、9月14日にペヴェクに到着した。運転が始まれば同地で稼働する鉱山などに電力および熱を供給する予定である。
2019年12月19日には送電網に同期し、電力の供給が始まった。2020年5月22日営業運転開始。熱供給は2020年に開始される見込みである。

## 詳細
アカデミック・ロモノソフは長さ144m、幅30mほどの船であり、排水量が21,500トンで、69人の乗員を予定している。発電のために、2基の改修型KLT-40Sを積んでおり、70MWの電力と300MWの熱を供給可能である。原子炉はアトムエネルゴプロムの子会社のOKBMアフリカントフによって設計され、同じくアトムエネルゴプロムの子会社のアトムエネルゴプロエクト(Atomenergoproekt)のニジニノヴゴロド研究開発所で製造された。原子炉容器はイジョルスキェ・ザボーディが製造した。蒸気タービン発電機はカルーガタービンプラントが提供した。

## 原子炉
| 原子炉                       | 原子炉形式 | 正味発電量 | 総発電量 | 建設開始      | 送電網同期     | 商用運転      | 停止 |
| ---------------------------- | ---------- | ---------- | -------- | ------------- | -------------- | ------------- | ---- |
| 1号炉(Akademik Lomonossow 1) | KLT-40S    | 52 MW      | - MW     | 2007年4月15日 | 2019年12月19日 | 2020年5月22日 |      |
| 2号炉(Akademik Lomonossow 2) | KLT-40S    | 52 MW      | - MW     | 2007年4月15日 | 2019年12月19日 | 2020年5月22日 |      |

耐用期間は40年を想定している。4年おきに核燃料として低濃縮ウランを補給し、12年おきに使用済み核燃料の船外搬出が必要とされる。